# Esther Mahlangu
Esther Nikwambi Mahlangu (Middelburg, 11 de noviembre de 1935) es una artista sudafricana. Es conocida por sus atrevidas pinturas contemporáneas de gran formato que hacen referencia a su herencia Ndebele. Es una de las artistas más conocidas de Sudáfrica y embajadora de sus tradiciones. Fue condecorada con la Orden de Ikhamanga en plata en 2006, y como Oficial de la Orden de las Artes y las Letras de Francia en 2020. Además, fue investida Doctora honoris causa (Philosophiae Doctor honoris causa) por la Universidad de Johannesburgo en 2018.

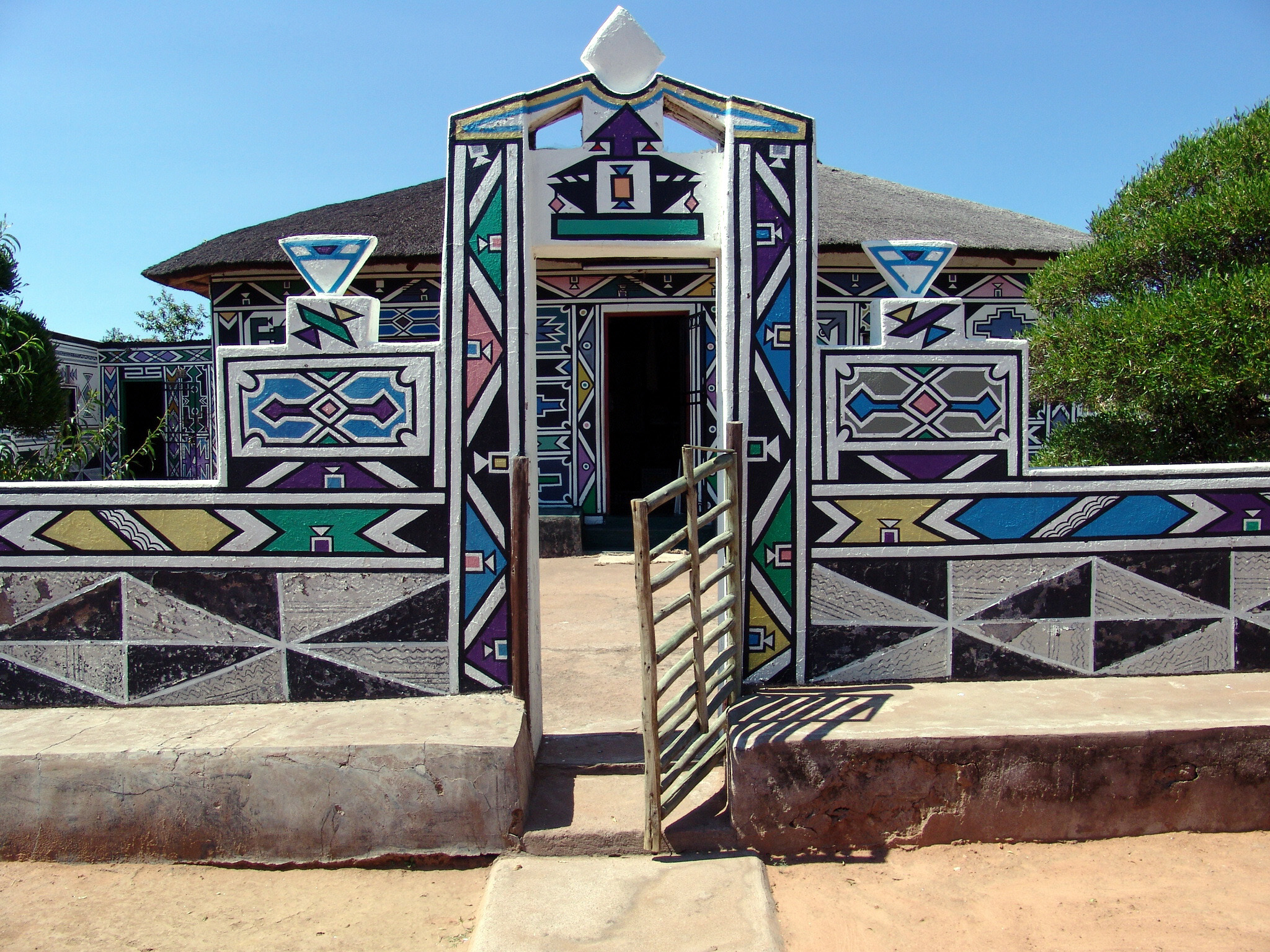
La puerta de entrada a la casa de Esther Mahlangu

## Trayectoria
Esther Nikwambi Mahlangu nació el 11 de noviembre de 1935 en una granja ubicada en las afueras de Middelburg, Mpumalanga, Sudáfrica. Pertenece al pueblo Ndebele del Sur. Mahlangu comenzó a pintar a los 10 años de edad, cuando su madre y su abuela le enseñaron la técnica de la pintura mural, siguiendo una tradición del pueblo Ndebele del Sur según la cual las mujeres pintan el exterior de las casas. Fue en esta tradición cultural donde Mahlangu comenzó su viaje artístico. Tenía ocho hermanos menores, resultando en total seis niños y tres niñas. Ella y su marido tuvieron tres hijos. Más tarde, perdió a su marido y a dos de sus tres hijos. Trabajó como empleada en el Museo Botshabelo antes de convertirse en artista.
El arte de Mahlangu tiene como referencia los patrones coloridos y geométricos utilizados en la ropa y las joyas del pueblo Ndebele. Sus pinturas son de gran formato. Su obra pretende traducir y sustituir las superficies tradicionales del arte mural Ndebele, las paredes de adobe y el estiércol de vaca, por lienzos y, eventualmente, aleaciones de metal. El patrón característico de Mahlangu son líneas delimitadas en blanco dispuestas en diagonal o con forma de chevrones. Firma todos sus trabajos con las iniciales “EM”. Como artista, su “...composición es más compacta, más atractiva y compleja que la de sus contemporáneos, los bordes son más complicados. Tiene tendencia a enmarcar sus motivos estampados.”
Mahlangu llamó la atención internacional por primera vez, en 1989, en una exposición de arte francesa titulada Magiciens de la terre (Magos del mundo). Más tarde, en 1991, BMW le encargó que creara un coche artístico, como ya lo habían hecho antes otros creadores de la BMW Art Car (entre ellos Andy Warhol, David Hockney y Frank Stella), convirtiéndose en la primera artista africana en participar. El coche, un BMW 525i, fue el primer "coche artístico africano" y estaba pintado con motivos típicos ndebele. El coche se exhibió posteriormente en el Museo Nacional de Mujeres Artistas de Washington D. C., en 1994. También se exhibió en el Museo Británico de Londres en 2017.
En 2004 colaboró pintando sobre grabados de dibujos realizados por Nelson Mandela.

## Temas
Mahlangu sigue la tradición de su pueblo a través de la cual el tipo particular de técnica de pintura utilizada se transmite y se aprende dentro de la familia, concretamente entre las mujeres. Estas pinturas están estrechamente relacionadas con la tradición de decorar las casas con motivo del rito de paso de los niños. Entre los 18 y los 20 años, los jóvenes de la tribu asisten a "una escuela de circuncisión", el ritual que confirma su paso a la edad adulta. Para celebrar este acontecimiento las mujeres repintan completamente el interior y el exterior de sus casas con un preparado de estiércol de vaca y pigmentos naturales. También se aplican pinturas acrílicas de colores brillantes en diseños delineados por líneas negras. Aunque aparentemente simples, la abstracción geométrica que revelan estas pinturas se ve subrayada por la constante repetición y simetría de formas tan simples que hacen que toda la obra sea bastante compleja.
El arte de Mahlangu resalta la tensión entre lo local y lo global, entre el anclaje y el desapego. A pesar de seguir utilizando el mismo “vocabulario artístico” estrechamente ligado a sus tradiciones, ha aplicado los diseños a diversos objetos, incluidos lienzos, esculturas, cerámicas y automóviles. También ha colaborado con otras marcas y entidades como BMW, Fiat, EYTYS, Belvedere o Rolls-Royce.

## Actividad expositiva

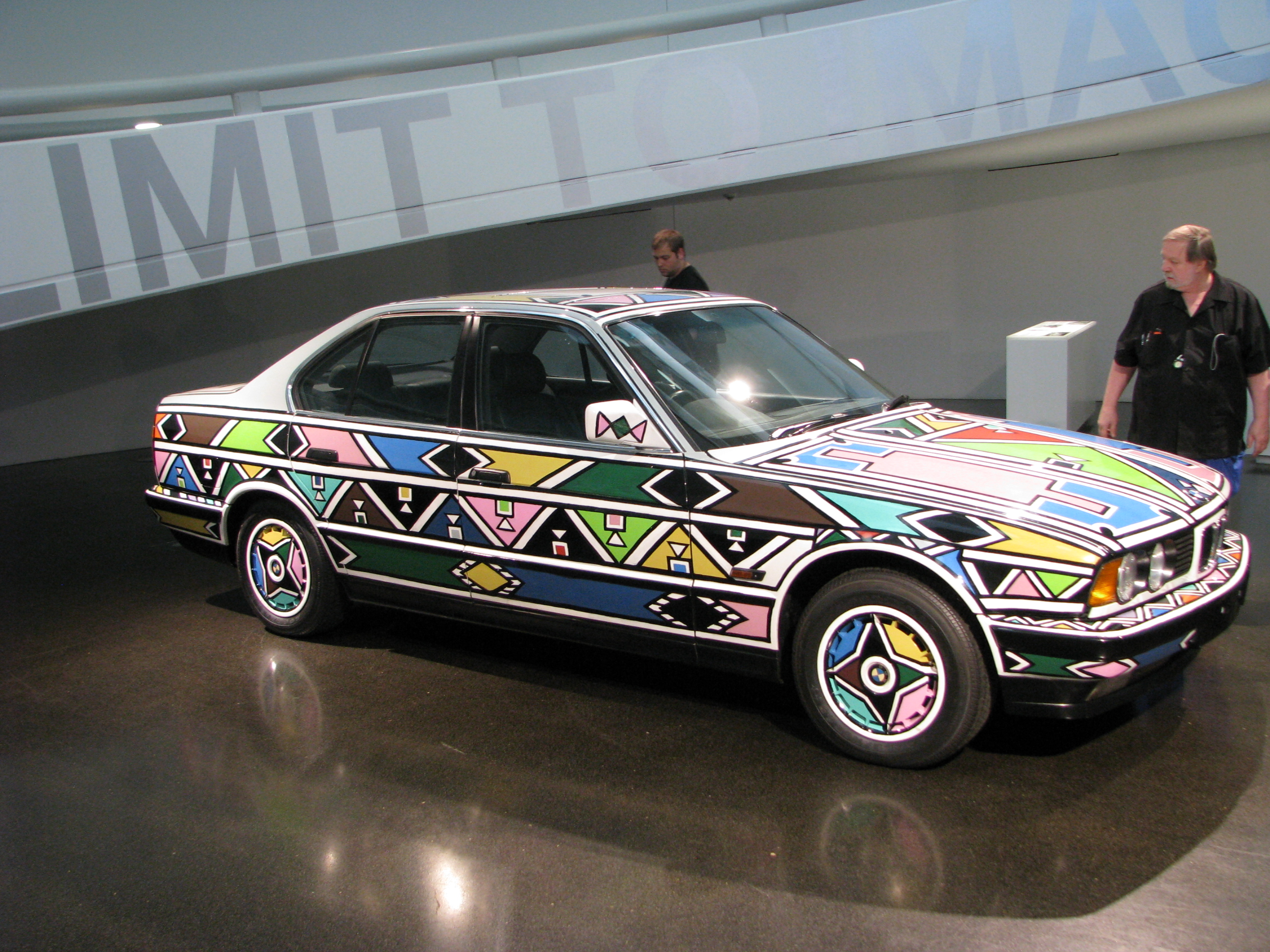
El BMW Art Car de Mahlangu

Entre 1980 y 1991 residió en el museo al aire libre de la Villa Histórica de Botshabelo, que presenta y educa a los visitantes sobre la cultura Ndebele. Los diseños Ndebele también fueron reproducidos en 1997 en las colas de los aviones de British Airways.

Mahlangu es una de las artistas africanas cuyo arte se expone más a menudo internacionalmente. Sus obras se encuentran en importantes colecciones privadas, incluida la Colección de Arte Africano Contemporáneo (CAAC) de Jean Pigozzi y en otros muchos museos occidentales. En 1989 expuso en el Centro Pompidou de París. A pesar de ser una artista reconocida internacionalmente, Mahlangu vive en su pueblo en estrecho y constante contacto con su cultura.

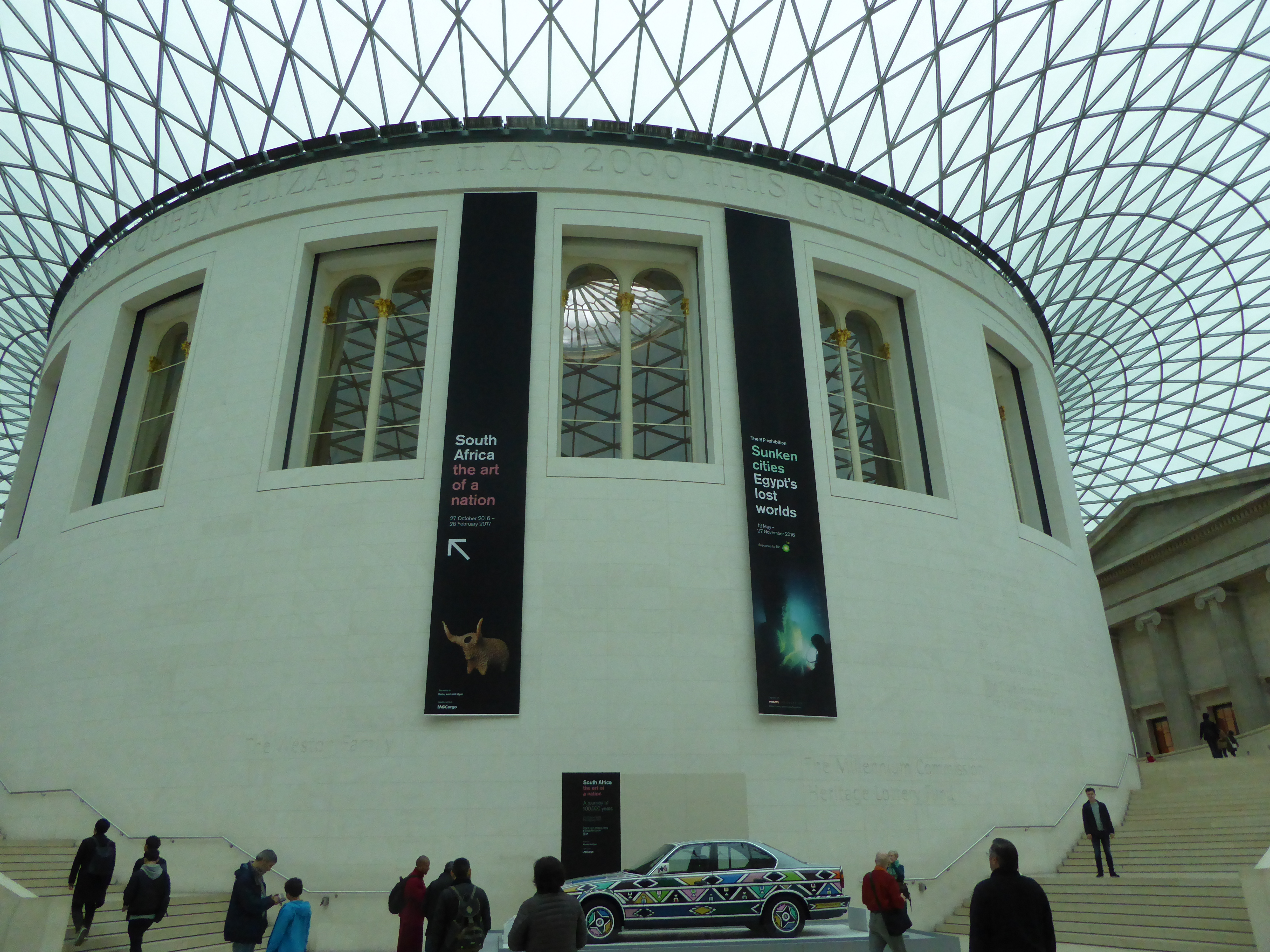
Gran Patio, Museo Británico, noviembre de 2016

El BMW Artcar 1991 de Mahlangu estuvo expuesto en el Museo Británico como parte de Sudáfrica: el arte de una nación, del 27 de octubre de 2016 al 27 de febrero de 2017. La nueva serie 7 Individual de BMW, con molduras interiores de madera únicas pintadas por ella, se exhibió en la Feria de Arte Frieze en 2016 con una exposición complementaria de trabajos co-curados por BMW y 34FineArt. Completó el diseño de una botella de edición especial de vodka premium Belvedere (el 50 % de todas las ganancias se destinaron a ayudar a combatir el VIH/SIDA en África). Como artista residente, recibió en 2014, el encargo del Museo de Bellas Artes de Virginia para crear dos grandes obras de arte.
Mahlangu dirige una escuela que enseña a las niñas no sólo pintura sino también la técnica de pintar diseños en composiciones particulares de cuentas. La tradición no es una entidad estática. Como sugiere su trabajo, la “tradición” es un campo móvil, orientado hacia el futuro y listo para incorporar diversos estímulos. De hecho, aunque Sudáfrica es uno de los Estados africanos que puede facilitar y promover el trabajo de sus artistas tanto a nivel nacional como internacional con eventos como la Bienal de Johannesburgo, su trabajo es aún más valiente porque nació y creció en un entorno político y social agitado, marcado por el apartheid.
Ha trabajado incansablemente exponiendo y desarrollando su talento viajando alrededor del mundo, y le apasiona compartir su conocimiento con las generaciones más jóvenes para dejar un legado que perdure para las generaciones venideras.
En 2024, su obra fue expuesta por primera vez en la 60.ª Bienal de Venecia. Mismo año en el que se le dedicó Then I Knew I Was Good at Painting": Esther Mahlangu. A Retrospective en la Iziko South African National Gallery.

## Reconocimientos
- Condecorada con la Orden de Ikhamanga en plata en 2006.[5]
- Primer Premio para ONG y partes interesadas del Alto Comisionado de las Naciones Unidas para los Refugiados (ACNUR) de Sudáfrica en 2019.[27]
- Investida Doctora honoris causa (Philosophiae Doctor honoris causa) por la Universidad de Johannesburgo, el 9 de abril de 2018.[28]
- Condecorada como Oficial de las Artes y las Letras de Francia en 2020.[6][29]